# Kim Seung-gyu
Kim Seung-gyu (ur. 30 września 1990) – południowokoreański piłkarz występujący na pozycji bramkarza w koreańskim klubie Ulsan Hyundai oraz w reprezentacji Korei Południowej. Znalazł się w kadrze na Mistrzostwa Świata 2014.